# Patrick Müller (ciclista)
Patrick Müller (18 de abril de 1996) es un ciclista suizo que fue profesional entre 2018 y 2019.
Al término de la temporada 2019, y con tan solo 23 años de edad, puso fin a su carrera deportiva debido a dolores recurrentes en una de sus piernas.

## Palmarés
2016 (como amateur)
- Giro del Belvedere

2019
- Volta Limburg Classic

## Equipos
- Vital Concept[2] (2018-2019)
  - Vital Concept Cycling Club (2018)
  - Vital Concept-B&B Hotels (2019)